# Desaparecimento do Douglas C-54 TC-48 da Força Aérea Argentina
O Desaparecimento do Douglas C-54 TC-48 da Força Aérea Argentina foi um acidente aéreo ocorrido em 3 de novembro de 1965. Durante um voo entre o Panamá e El Salvador, a aeronave TC-48 da Força Aérea Argentina desapareceu no mar ao largo da Costa Rica enquanto transportava 9 tripulantes e 58 cadetes da Força Aérea Argentina e 1 cadete da Força Aérea do Peru em viagem de instrução aos Estados Unidos. O desaparecimento do Douglas TC-48 se constituiu no maior acidente da Costa Rica e, ao mesmo tempo, no maior mistério aeronáutico argentino (fruto de controvérsias e lendas urbanas).

## Aeronave
Após a Segunda Guerra Mundial, o governo dos Estados Unidos possuía a maior frota de transportadores militares do mundo. Para diminuir custos, resolveu se desfazer de boa parte dela que se tornara inútil em tempos de paz. Entre as aeronaves vendidas, encontrava-se o quadrimotor Douglas DC-4 (C-54 em sua versão militar). A Força Aérea Argentina foi uma das primeiras a adquirir o C-54, nas versões A (7 aeronaves) e G (o TC-48).
A operação do C-54 na Força Aérea Argentina foi marcada por vários acidentes, de forma que a aeronave foi substituída pelo Douglas DC-6 em 1966.
| Aeronave | Número de série | Ano de fabricação | Tempo de serviço (FAA) | Observações                                                                                        |
| -------- | --------------- | ----------------- | ---------------------- | -------------------------------------------------------------------------------------------------- |
| TC-42    | 10328           | 1944              | 1946-1966              | Vendida para a companhia civil Aero Palas. Destruída em acidente no Peru em 19 de dezembro de 1971 |
| T-43     | 10402           | 1944              | 1946-1966              | Desativada e desmantelada.                                                                         |
| T-44     | 7463            | 1944              | 1961-1966              | Desativada e desmantelada.                                                                         |
| T-45     | 7465            | 1944              | 1947-1966              | Desativada e desmantelada. Cabine preservada no Museo Nacional de Aeronáutica                      |
| TC-46    | 10271           | 1944              | 1946-1966              | Destruída em acidente com 10 mortos no Panamá em 16 de novembro de 1962                            |
| T-47     | 3082            | 1943              | 1946-1964              | Destruída em acidente com 49 mortos no Peru em 08 de maio de 1964.                                 |
| TC-48    | 35983           | 1945              | 1964-1966              | Desaparecida na costa do Panamá durante voo entre o Panamá e El Salvador.                          |

A aeronave desaparecida foi fabricada em 1945, com o número de série 35983, sendo brevemente incorporada à Força Aérea do Exército dos Estados Unidos da América (USAAF) com o número de cauda 45-0530. Cerca de um ano depois a American Overseas Airlines adquire a aeronave e a registra com o prefixo civil N90913. Em 1950 a aeronave está voando sob as cores da Pan Am, sendo chamada de Clipper Lightfoot. Em 1961 a Força Aérea dos Estados Unidos (USAF) a recompra e a prepara para ser vendida a alguma força aérea aliada. Em 1964 a Força Aérea Argentina adquire a aeronave para repor a perda do C-54 prefixo T-47. 

## Desaparecimento

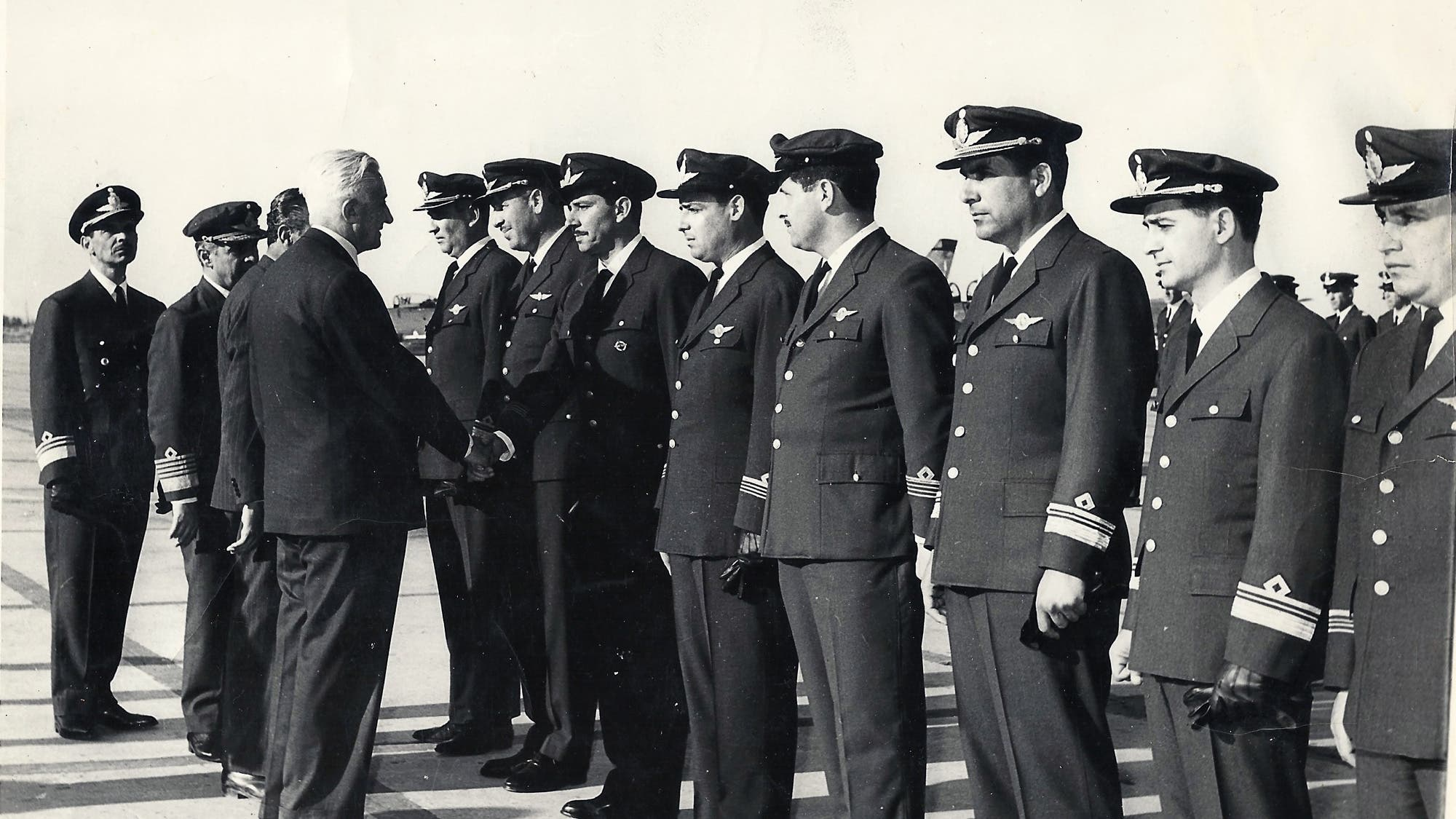
O presidente argentino Arturo Umberto Illia cumprimenta os tripulantes do TC-48.

A Força Aérea Argentina preparou um voo de instrução para seus cadetes rumo aos Estados Unidos em fins de 1965. Para efetuar o transporte, foram preparadas as aeronaves TC-48 (único C-54G da Força Aérea) e T-43. Em 31 de outubro de 1965 é iniciado o voo de instrução, quando os T-43 e TC-48 (este com 9 tripulantes e 59 cadetes) decolam da base aérea de El Palomar, Argentina. Os TC-48 e T-43 ruma para Lima, primeira escala das várias até os Estados Unidos. Em Lima, a Força Aérea Peruana solicita a incorporação de 2 cadetes de sua escola de instrução, no que é atendida pelos militares argentinos. Como gesto simbólico, um cadete embarca no T-43 e o outro no TC-48. Em 1 de novembro voam para Guaiaquil, Equador. No dia 2 realizam breve escala na Base Aérea Howard, Cidade do Panamá, as aeronaves decolam em 3 de novembro rumo ao Aeroporto Internacional de El Salvador, em San Salvador, numa distância de 1150 quilômetros a serem percorridos em 3h45 de voo. 
Às 5h43 (hora local), decolou o T-43. Seis minutos depois decolou o TC-48. As aeronaves seguiam a aerovia Mike e voavam a 6500 pés e em velocidade de cruzeiro. Por volta das 6h27 o TC-48 indica ao centro de controle do Panamá estar na posição 5 da aeronave Mike. A última transmissão do TC-48 recebida pelo centro de controle do Panamá, às 6h36, é caótica: ...Tegucigalpa, Tegucigalpa, TC-48, fuego motor tr...tres, a...zaje inmediato.... Com o motor nº 3 em pane seguida por incêndio, o TC-48 busca um pouso de emergência. O TC-48 seria visto pela última vez às 6h44 pelo C-46 da LACSA (Lineas Aéreas Costarricenses S.A.) que rumava para Miami. O comandante da aeronave relatou ter visto os motores 3 e 4 (asa direita) desligados, tendo instruído o TC-48 por rádio para rumar ao aeroporto de Puerto Limón. 
O mau tempo impediu o C-46 de acompanhar o TC-48 que desapareceu enquanto rumava para Puerto Limón, por volta das 7h15.

## Investigações
O C-46 da LACSA transmite a emergência para o centro de controle de San José. O T-43 pousa em San Salvador e é avisado do desaparecimento do TC-48. Logo retorna para uma busca, atrapalhada pelo mau tempo na região. Por conta da imprecisão da última posição real da aeronave, buscas são efetuadas em terra e no mar. Após 23 expedições em terra e 50 voos de pesquisa, as buscas são encerradas em dezembro de 1967. Durante esse tempo apenas uns coletes salva-vidas com emblemas da forças argentinas foram encontrados pelo USS Dodge County (LST-722).As autoridades estadunidenses concluíram que a aeronave caiu possivelmente no mar a 30 km da costa.  

## Consequências
As buscas infrutíferas por parte das autoridades não impediram que familiares dos desaparecidos realizassem suas próprias buscas. Expedições financiadas por familiares foram realizadas nas décadas de 1960 a 2010. Ao mesmo tempo surgiram lendas urbanas indicando que a aeronave havia pousado na selva, em plena Cordilheira de Talamanca, e que seus ocupantes eram reféns de alguma tribo selvagem.
Poucos dias depois, em 7 de novembro de 1965, um Lockheed P2V-5 Neptune da Armada Argentina bateu em um morro no sul do Brasil, durante uma missão de patrulha noturna realizada para o exercício militar UNITAS. O acidente matou todos os 10 ocupantes da aeronave e enlutou ainda mais as Forças Armadas Argentinas. 

## Na cultura popular
Em 2016 o escritor, oficial naval e professor da Escuela Nacional de Nautica Víctor Ferrazzano lançou o livro El Acidente del TC-48 .